# Вой (буква)
Вой (𐍞, коми о̂ или коми во̂й, также вои, во, о и он) — пятнадцатая буква древнепермского алфавита, использовавшегося для записи языка коми и в качестве тайнописи старорусского языка.

## Использование
Буква 𐍞 обозначала закрытый звук [o]. Этот звук контрастировал с открытым [o̞], обозначавшимся буквой о (𐍩). В современном языке коми эти звуки совпали, за исключением верхнесысольского диалекта, где оба звука сохранились, и коми-язьвинского наречия, где закрытый звук перешёл в у. 𐍞 соответствует кириллической букве О о в алфавите Молодцова и современном алфавите, при необходимости различения с открытым о может использоваться знак о̂. В русских тайнописных текстах также соответствует кириллической о (как, впрочем, и 𐍩).
Также использовалась для обозначения числа 60 (иногда в сочетании с титлом, аналогично кириллической системе счисления).

## Порядковый номер в алфавите
В различных списках древнепермского алфавита буква 𐍞 может стоять как в середине алфавита, после нэно, так и в конце, после шой.

## Название
В различных списках встречаются варианты названий вои и во (шуй-вариант, близкий к древнепермскому оригиналу и вычегодскому диалекту), а также о и онъ (шой-вариант, близкий к сысольскому диалекту). В. И. Лыткин полагает, что первоначальным названием буквы было о̂, то есть просто соответствующий букве звук, или же во̂й, а вариант он возник под влиянием русского названия буквы О (онъ). О̂ в переводе с языка коми означает ‘год’, а во̂й — ‘ночь’.

## Начертание
Происхождение буквы, предположительно, связано с греческой буквой η, или же с пасами.

## Кодировка
Буква была закодирована в блоке Юникода «Древнепермское письмо» (англ. Old Permic) в версии 7.0, вышедшей 16 июня 2014 года, под кодом U+1035E.